# Comuna de Werbkowice
Werbkowice (polaco: Gmina Werbkowice) é uma gminy (comuna) na Polónia, na voivodia de Lublin e no condado de Hrubieszowski. A sede do condado é a cidade de Werbkowice.
De acordo com os censos de 2004, a comuna tem 10 200 habitantes, com uma densidade 54,2 hab/km².

## Área
Estende-se por uma área de 188,26 km², incluindo:
- área agrícola: 83%
- área florestal: 7%

## Demografia
Dados de 30 de Junho 2004:
|                      | Total   | Total | Mulheres | Mulheres | Homens  | Homens |
| -------------------- | ------- | ----- | -------- | -------- | ------- | ------ |
|                      | pessoas | %     | pessoas  | %        | pessoas | %      |
| População            | 10 731  | 100   | 5436     | 50,66    | 5295    | 49,34  |
| Densidade (pop./km²) | 54,2    | 100   | 27,2     | 27,2     | 27      | 27     |

De acordo com dados de 2002, o rendimento médio per capita ascendia a 1223,6 zł.

## Subdivisões
- Adelina, Alojzów, Dobromierzyce, Gozdów, Honiatycze, Honiatycze-Kolonia, Honiatyczki, Hostynne, Hostynne-Kolonia, Konopne, Kotorów, Łotów, Łysa Góra, Malice, Peresołowice, Podhorce, Sahryń, Sahryń-Kolonia, Strzyżowiec, Terebiniec, Terebiń, Terebiń-Kolonia, Turkowice, Werbkowice, Wilków, Wilków-Kolonia, Wronowice, Zagajnik.

## Comunas vizinhas
- Hrubieszów, Miączyn, Mircze, Trzeszczany, Tyszowce